# Pirate Flag
«Pirate Flag» (с англ. — «Пиратский флаг») — песня американского кантри-певца и автора-исполнителя Кенни Чесни, вышедшая 4 февраля 2013 года в качестве первого сингла с его 15-го студийного альбома Life on a Rock (2013). Песня была написана Россом Копперманом и Дэвидом Ли Мерфи.

## Отзывы
Песня получила положительные отзывы музыкальных критиков. Билли Дьюкс из Taste of Country поставил песне три звезды из пяти, написав, что «более органичный подход в этой песне — глоток свежего воздуха» и «мелодия не сразу запоминается, но аранжировка приятно подпрыгивает». Мэтт Бьорк из Roughstock поставил песне четыре звезды из пяти, сказав, что она «может не так сильно взволновать ранних поклонников Кенни Чесни, но для остальных слушателей современной музыки кантри это песня, которая хорошо вписывается в то, что играет на радио».

## Музыкальное видео
Режиссёром музыкального видео выступил Шон Сильва, а премьера состоялась в феврале 2013 года.

## Чарты
Песня «Pirate Flag» дебютировала на 22-м месте в американском радиочарте кантри-музыки Billboard Country Airplay за неделю 16 февраля 2013 года. Она также дебютировала под номером 35 в чарте Billboard Hot Country Songs за неделю 16 февраля 2013 года.
| Чарт (2013)                         | Высшая позиция |
| ----------------------------------- | -------------- |
| Канада (Billboard Canadian Hot 100) | 53             |
| Канада (Billboard Country)          | 6              |
| США (Billboard Hot 100)             | 46             |
| США (Billboard Country Airplay)     | 3              |
| США (Billboard Hot Country Songs)   | 7              |

| Чарт (2013)                      | Позиция |
| -------------------------------- | ------- |
| US Country Airplay (Billboard)   | 36      |
| US Hot Country Songs (Billboard) | 34      |

## Сертификации
| Регион                                                                      | Сертификация | Продажи   |
| --------------------------------------------------------------------------- | ------------ | --------- |
| США (RIAA)                                                                  | Платиновый   | 1 000 000 |
| Данные о продажах + прослушиваниях приведены только на основе сертификации. |              |           |